# Концерт для фортепиано с оркестром № 1 (Рахманинов)
Концерт для фортепиано с оркестром № 1 фа-диез минор, ор. 1, композитора Сергея Рахманинова.
Произведение посвящено Александру Зилоти.

## История создания
Жанр фортепианного концерта рано заинтересовал Рахманинова, и первый, фа-диез минорный концерт создан им еще в студенческие годы (1890―1891). В своей оригинальной редакции этот концерт, написанный в семнадцати-восемнадцатилетнем возрасте, ещё до окончания консерватории, — произведение недостаточно самостоятельное. В нем чувствуется влияние как русских музыкантов, под воздействием которых рос и формировался юный Рахманинов (Чайковского, Рубинштейна, Аренского), так и западных романтиков — Шопена, Шумана, отчасти Грига и Листа. Некоторые места (особенно во второй и третьей частях концерта) кажутся наивными, элементарными по изложению. Вместе с тем в ряде моментов чувствуются характерная рахманиновская «львиная хватка», его фирменный железный ритм, напор и энергия. Таковы бурно низвергающиеся каскады октав во вступлении к первой части, напоминание о которых несколько раз встречается в дальнейшем. Выразительны взволнованно-лирическая тема главной и спокойная, легко парящая — побочной партии. Грандиозная каденция солирующего рояля словно обещает, что юный автор со временем вырастет в крупнейшего фортепианного композитора — как известно, эти «обещания» впоследствии оправдались сполна. В целом эта часть безусловно лучшая и по качеству материала, и по стройности, законченности композиции. Вторая часть — ранний образец рахманиновской лирики. В финале обращают на себя внимание ритмическая изощрённость главной темы и чарующая красота побочной.
Концерт был первым произведением Рахманинова, которое он решился предать гласности, обозначив его как «op. 1». Однако ранее, в 1888 году, он уже присваивал опусный номер своему произведению «Четыре пьесы» (Романс, Прелюдия, Мелодия, Гавот), проставив его на титульных листах каждой пьесы.
Первое исполнение концерта состоялось 17 марта 1892 года в Московской консерватории. Солировал автор, оркестром дирижировал Василий Сафонов.
О том, что первое сочинение крупной формы, написанное 17-летним молодым человеком, оставалось близким и дорогим автору, свидетельствует новая редакция этого произведения, сделанная в 1917 году. Сохранив основной тематический материал, 44-летний музыкант с высоты отточенного десятилетиями композиторского мастерства внёс в текст своего раннего концерта — одновременно и очень решительно, и при этом крайне деликатно — целый ряд изменений, уточнив план развития сонатной формы, подвергнув коренному пересмотру инструментовку, значительно обогатив, сделав изысканно элегантной (по выражению Ю. В. Келдыша, «бриллиантовой») фактуру фортепианной партии — в частности, заметно усугубив (хотя, казалось бы, куда уж больше?!) виртуозную сложность каденции солиста, ставшую вполне сравнимой со знаменитой каденцией Третьего концерта. В результате чисто юношеская мелодическая и гармоническая щедрость, практически полностью оставленная автором в неприкосновенности, блестяще сплавилась во второй редакции с высочайшим техническим уровнем фортепианного и оркестрового письма зрелого, маститого музыканта, уже обретавшего мировую славу. Именно в этом обновленном виде произведение обрело широкую популярность, сам композитор неоднократно включал Первый концерт в программы своих концертных выступлений, а также оставил его эталонную запись.
Новая редакция концерта была впервые исполнена автором 29 января 1919 в Нью-Йорке. С. С. Прокофьев, отмечая, что исполнение концерта имело у публики большой успех, писал в своём дневнике: «Рахманинов в первый раз сегодня исполнял новую редакцию 1-го Концерта. Я очень люблю первую часть, наивную и поэтичную, хотя и продолжительную. Теперь всё переделано очень ловко и гладко, но когда Рахманинов решается «подпустить модернизм в виде параллельных трезвучий с квинтами то это неприятно режет ухо — не стильно...»

## Строение
В концерте три части, вторая и третья исполняются без перерыва:
1. Vivace
2. Andante
3. Allegro scherzando (во второй редакции Allegro vivace)

## О концерте
Концерт необычайно лиричен, как собственно, и все творения Рахманинова. В нём еще можно найти черты подражательности. В нём нет концертности в смысле соревнования между оркестром и солистом. Здесь несомненно доминирует солист.— Святослав Бэлза во вступительном слове к циклу из четырёх фортепианных концертов к 135-летию со дня рождения С.В. Рахманинова на телеканале «Культура», 01.04.2008